# Wappen der Tadschikischen SSR
Das Wappen der Tadschikischen SSR gab es von 1940 bis 1990, in der Zeit des Bestehens der Tadschikischen SSR als Teilrepublik der Sowjetunion.
Das Wappen hat einen annähernd runden Umriss. In der Mitte ist ein roter Stern, der die Zugehörigkeit zum Kommunismus und die Hand des befreiten Menschen der klassenlosen Gesellschaft darstellen soll. Auf diesem Stern sind in Gold Hammer und Sichel zu sehen, die als Symbol für die kommunistische Staatspolitik stehen.
Rechts ist das Wappen von einer weiß-grünen Baumwollpflanze und links von goldenen Weizenähren umgeben.
Das Wappen ist im unteren Teil durch ein rotes Band bedeckt, das mittig in kyrillischer Schrift mit РСС Тоҷикистон (tadschikisch) und darunter Таджикская РСС (russisch) versehen ist (Abkürzung für Республикаи Советии Социалистии Тоҷикистон bzw. Таджикская Советская Социалистическая Республика lauten auf Deutsch „Tadschikische Sozialistische Sowjetrepublik“).
Das rote Band umschlingt die Baumwollpflanze und ist hier mit dem Motto „Proletarier aller Länder, vereinigt euch!“ in tadschikischer Sprache beschrieben: Пролетарҳои ҳамаи мамлакатҳо, як шавед! (transkribiert Proletarhoi hamai mamlakatho, jak schawed!). In gleicher Weise sind die Weizenähren vom roten Band umgeben, hier das Motto in russischer Sprache: Пролетарии всех стран, соединяйтесь!